# Gurania ulei
Gurania ulei är en gurkväxtart som beskrevs av Célestin Alfred Cogniaux. Gurania ulei ingår i släktet Gurania och familjen gurkväxter. Inga underarter finns listade i Catalogue of Life.